# Maximiliano Puig
Maximiliano Andrés Puig (Buenos Aires, 18 settembre 2000) è un calciatore argentino, centrocampista del Barracas Central.

## Caratteristiche tecniche
È un centrocampista difensivo.

## Carriera
Puig è cresciuto nel settore giovanile del Barracas Central con cui ha debuttato il 17 luglio 2021 nell'incontro di Primera B Nacional vinto 1-0 contro il Villa Dálmine. Dopo la promozione del club in Superliga, nel febbraio del 2022 ha firmato il suo primo contratto professionistico con il club biancorosso.
Ha segnato il suo primo gol in carriera il 21 luglio 2023 in Copa Argentina contro il Boca Juniors.

## Statistiche

### Presenze e reti nei club
Statistiche aggiornate al 17 aprile 2025.
| Stagione        | Squadra          | Campionato      | Campionato | Campionato | Coppe nazionali | Coppe nazionali | Coppe nazionali | Coppe continentali | Coppe continentali | Coppe continentali | Altre coppe | Altre coppe | Altre coppe | Totale | Totale | Totale |
| Stagione        | Squadra          | Comp            | Pres       | Reti       | Comp            | Pres            | Reti            | Comp               | Pres               | Reti               | Comp        | Pres        | Reti        | Pres   | Reti   |        |
| --------------- | ---------------- | --------------- | ---------- | ---------- | --------------- | --------------- | --------------- | ------------------ | ------------------ | ------------------ | ----------- | ----------- | ----------- | ------ | ------ | ------ |
| 2021            | Barracas Central | PBN             | 1          | 0          | -               | -               | -               | -                  | -                  | -                  | -           | -           | -           | 1      | 0      |        |
| 2022            | Barracas Central | PD              | 3          | 0          | CA+CdL          | 0               | 0               | -                  | -                  | -                  | -           | -           | -           | 3      | 0      |        |
| 2023            | Barracas Central | PD              | 11         | 0          | CA+CdL          | 1+8             | 1+0             | -                  | -                  | -                  | -           | -           | -           | 20     | 1      |        |
| 2024            | Barracas Central | PD              | 5          | 0          | CA+CdL          | 0+1             | 0               | -                  | -                  | -                  | -           | -           | -           | 6      | 0      |        |
| 2025            | Barracas Central | PD              | 1          | 0          | CA              | 1               | 0               | -                  | -                  | -                  | -           | -           | -           | 2      | 0      |        |
| Totale carriera | Totale carriera  | Totale carriera | 21         | 0          |                 | 11              | 1               |                    | -                  | -                  |             | -           | -           | 32     | 1      |        |